# Crocota peletieraria
Crocota peletieraria är en fjärilsart som beskrevs av Philogène Auguste Joseph Duponchel 1830. Crocota peletieraria ingår i släktet Crocota och familjen mätare. Inga underarter finns listade i Catalogue of Life.